# مستأجر (رمان)
مستأجر نام رمانی اثر رولان توپور نویسنده، کاریکاتوریست، نقاش، فیلم ساز و بازیگر فرانسوی است. این رمان برای اولین بار در سال ۱۹۶۴ در فرانسه چاپ شد.

## داستان
ترلکوفسکی که مدتی است به دنبال خانه می‌گردد، اتاق مناسبی را در آپارتمانی کرایه می‌کند، او متوجه می‌شود که مستأجر قبلی این اتاق چند روز قبل از مراجعه او، به طرز مشکوکی خودکشی کرده‌است… کم‌کم فضای آپارتمان و رفتار همسایه‌ها توجه ترلکوفسکی را به خود جلب می‌کند و…

## اقتباس‌ها
رومن پولانسکی کارگردان مشهور فرانسوی در سال ۱۹۷۶ فیلمی بر اساس این رمان ساخت و خود نقش اول فیلم را بازی کرد.